# Levure alimentaire

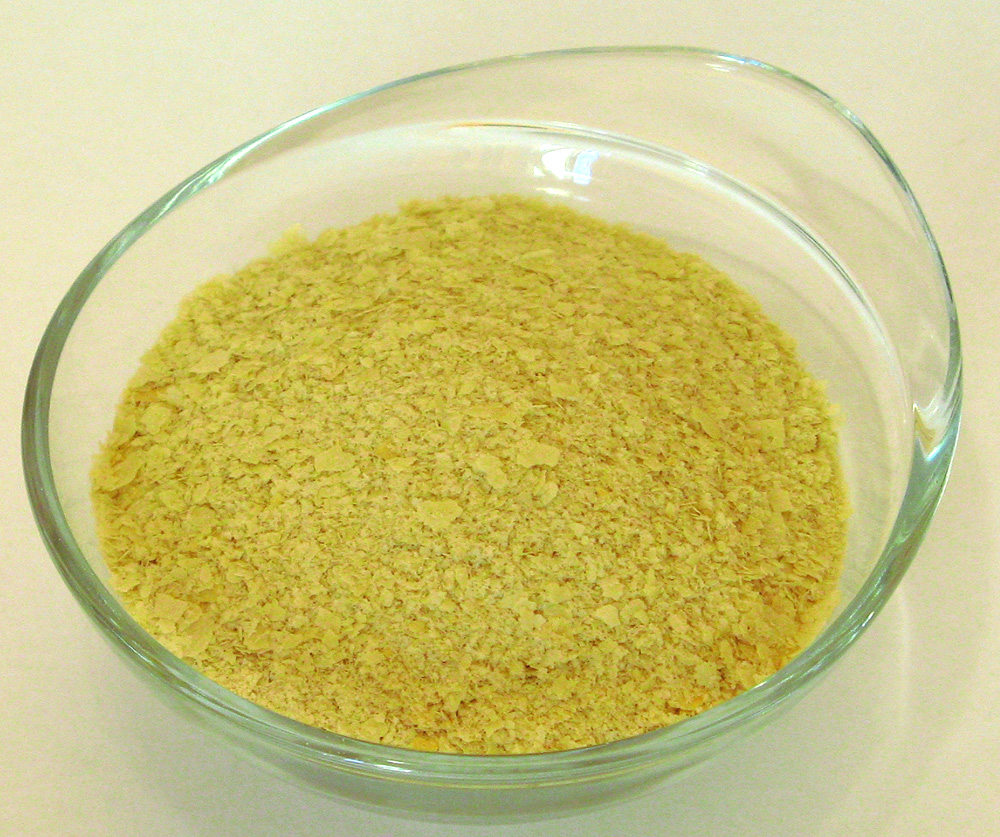
Paillettes de levure alimentaire

Les levures alimentaires sont des levures de différents types, utilisées dans l'alimentation animale et humaine. Elles sont fréquemment consommées par les végétaliens et végétariens[réf. nécessaire][pertinence contestée].

## Histoire
La consommation alimentaire de levure a été imaginée après la Seconde Guerre mondiale, dans une période de disette, comme moyen de pallier des carences alimentaires en exploitant les résidus des industries papetières et du bois. Les chimistes ont découvert que les restes de levure de bière avaient une haute valeur nutritionnelle. La levure de bière étant un déchet du processus de brassage, les chimistes ont réalisé qu’elle pouvait être recyclée en complément alimentaire. D’où la commercialisation de ce produit.

## Production
On produit les levures alimentaires dans un bouillon de culture de mélasse, de canne à sucre, de betterave ou de malt. Après récolte, les levures sont lavées, essorées et empaquetées. Traitées le plus souvent contre l'amertume, on les trouve dans le commerce sous forme de poudre jaune ou en paillettes, maltées ou non, généralement dans les magasins de produits diététiques et biologiques.

## Consommation

### Propriétés
Les levures alimentaires contiennent beaucoup de protéines et nombre de vitamines – particulièrement du groupe B ; elles constituent une source de protéines complète. Leur goût rappelle fortement la noisette ou certains fromages.
Composition de la levure de bière (pour 100 g) : - Lipides : 4,5 g ; - Glucides : 8,0 g ; - Protéines ; 47 g ; - Fibres : 22,5 g.

### Utilisations
Elles sont utilisées comme condiment ou en tant qu'ingrédient culinaire. Parmi les plus répandues, on trouve la levure de bière (Saccharomyces cerevisiae), la « levure de bière vivante » (Saccharomyces boulardii), la Torula (Candida utilis), la levure maltée et les grains de kéfir.
On les utilise d'ailleurs souvent comme ingrédients dans les substituts fromagers[réf. souhaitée]. Elles peuvent se consommer, par exemple, comme substitut du parmesan.